# Hełm (heraldyka)
Hełm, właściwie hełm heraldyczny – jeden z elementów herbu szlacheckiego, umieszczany nad tarczą herbową. Przedstawiany jako jeden z typów hełmów rycerskich lub będący jego stylizacją. W zależności od stulecia, hełm na herbie miał stylizowaną formę hełmu rzeczywistego, charakterystyczną dla aktualnych czasów.

## Historia
Hełm pojawił w heraldyce, w związku z rozpowszechnieniem się turniejów rycerskiej w XIII wieku. Klejnot umieszczany na herbie był bowiem głównym znakiem rozpoznawczym w czasie turnieju. Hełm ma realne uzasadnienie w heraldyce tylko w przypadku, jeśli znajduje się na nim klejnot.
Hełm swój początek zaczyna zaraz po tarczy herbowej. Umieszczany jest nad nią, na jednym z górnych rogów tarczy pochylonej, lub nad górną krawędzią pionowej. Taka kompozycja miała prawdopodobnie obrazować syntetyczną sylwetkę atakującego rycerza.
Hełm, podobnie jak i inne elementy uzbrojenia rycerskiego, zmieniał swą formę: w herbach więc XIII i XIV-wiecznych występują hełmy garnkowe i kubłowe – zakrywające całą głowę rycerza, z wąską, poziomą wizurą. W XV w. pojawił się hełm turniejowy – dziobowy, tzw. żabi pysk. W następnym zaś stuleciu hełm prętowy, zwany często również turniejowym. Ta ostatnia forma hełmu jest najpopularniejsza w późnej heraldyce polskiej.
Hełm pozostawał w określonym stosunku proporcjonalnym w stosunku do tarczy herbowej, najczęściej miał 2/3 wysokości tarczy, niekiedy jego wysokość wraz z klejnotem równała się wysokości tarczy. Te proporcje stanowią jedne z cech narodowych reguł heraldycznych. Heraldyka niemiecka stosowała najczęściej duże hełmy z klejnotami, zaś we Francji, Hiszpanii i Portugalii stosowano najczęściej hełmy dużo mniejsze od tarczy. Hełmy umieszczane ponad koroną rangową były również przedstawiane mniejsze, zwłaszcza przy umieszczeniu kilku obok siebie (w herbach złożonych). Przedstawiany najczęściej w barwie srebrnej, mógł być ustawiony en face, w 3/4, bądź profilem; umieszczany (osadzony) zawsze na górnej krawędzi tarczy lub którymś z górnych rogów – gdy tarcza była pochylona, czyli w tzw. ukłonie heraldycznym. Ponieważ w późnej heraldyce zachodniej hełm zaczął funkcjonować (przynajmniej w traktatach teoretycznych) jako oznaka godności, jego forma, kolor, położenie względem tarczy, czy liczba prętów w hełmie prętowym (5 lub 7), miały przekazywać informacje o randze właściciela. Zazwyczaj hełm przedstawiony frontalnie, otwarty oznaczał wyższą godność, zwrócony w prawo niższą, zamknięty, zwykle oznaczał świeżej daty szlachectwo a zwrócony w lewo – bastarda. W przypadku umieszczania kilku hełmów nad tarczą, lub przedstawiania herbów zwróconych ku sobie, w tzw. kurtuazyjnym ukłonie zasada oznaczenia godności przestawała obowiązywać. W heraldyce polskiej z hełmem nie wiązano podobnych znaczeń i najczęściej przedstawiano go w formie hełmu prętowego. Hełm turniejowy – dziobowy stosowano najczęściej w herbach mieszczańskich.
W heraldyce polskiej, podobnie jak szeroko pojętej niemieckiej, hełm stanowił długo ważny i niepomijalny element herbu szlacheckiego. Dopiero w XVII w. częstsze stają się przedstawienia samej tarczy z koroną i klejnotem, popularne już wcześniej w Wielkiej Brytanii, Francji czy heraldyce iberyjskiej. Sporadycznie spotyka się hełmy z klejnotami (bez tarczy) jako jedyne identyfikatory herbu. Najczęściej zdarzało się to w XIV w., w okresie takiego rozwoju klejnotów herbowych, że pozwalały one identyfikację herbu nawet bez wizerunku tarczy. Najczęściej hełmy z klejnotami prezentowane były na zwornikach gotyckich sal reprezentacyjnych i na pieczęciach. W Polsce znane są m.in. z "Sali hetmańskiej"  kamienicy przy Rynku Głównym 17 w Krakowie. Spotykane były stosunkowo często też w heraldyce niemieckiej. Rzadko zdarzały się takie skrótowe przedstawienia herbów także później, i w XIX i XX w.
W Polsce hełmy z reguły stanowiły element herbu rodowego – szlacheckiego i mieszczańskiego. Rzadziej wieńczono nimi herb królewski, a już zupełnie sporadycznie spotyka się je w herbach miast, co jest częste np. w Anglii.

## Przykłady hełmów heraldycznych

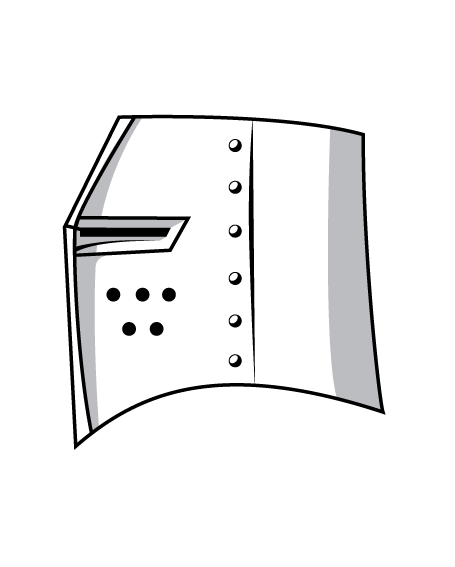
Hełm garnczkowy (kubłowy)
Hełm turniejowy (żabi pysk)
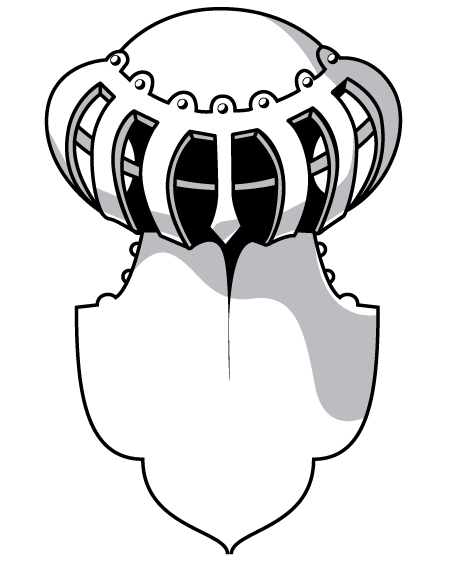
Hełm prętowy

## Hełmy w heraldyce brytyjskiej

Monarcha i rodzina (ang. Monarch and family)
Par (ang. Peer)
Baronet lub kawaler (ang. Baronet or knight)
Szlachcic lub pan (ang. Esquire or gentleman)